# Апатит
Апатит, је минерал који припада групи фосфата, и по хемијском саставу је хлорофосфат или флуорофосфат калцијума. Има велику примену као вештачко ђубриво.

## Драги камен
Апатит се ретко користи као драги камен. Провидни камен чистих боја и онај који се свиласто пресијава (en:chatoyant) глатко се полира (en:cabochon). Камен који се свиласто пресијава познат је као апатит мачје око, провидни зелени камен познат је као аспарагусни камен, а плави камен се назива мороксит (en:moroxite). Кристали рутила могу да урасту у кристал апатита па у правом светлу изрезани камен показује ефекат мачјег ока.
Главна налазишта апатита квалитета драгог камена налазе се у: Бразилу, Мјанмару и Мексику. Остали извори су: Канада, Чехословачка, Немачка, Индија, Мадагаскар, Мозамбик, Норвешка, Јужна Африка, Шпанија, Шри Ланка и САД.